# Daniel A. Driscoll

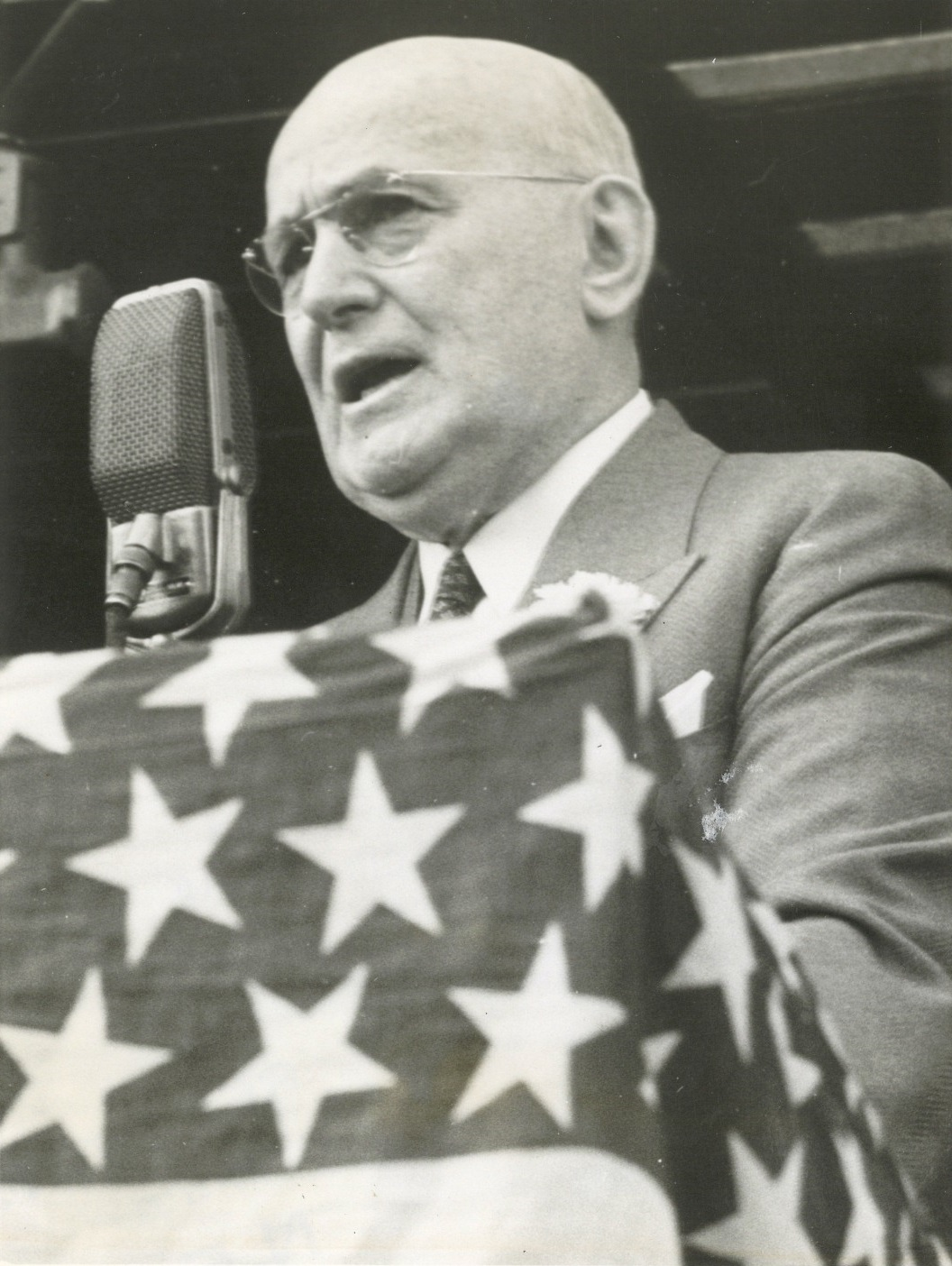
Daniel A. Driscoll

Daniel Angelus Driscoll (* 6. März 1875 in Buffalo, New York; † 5. Juni 1955 ebenda) war ein US-amerikanischer Politiker. Zwischen 1909 und 1917 vertrat er den Bundesstaat New York im US-Repräsentantenhaus.

## Werdegang
Daniel Driscoll besuchte die öffentlichen Schulen seiner Heimat und die Central High School. Danach arbeitete er zusammen mit seinem Vater als Bestattungsunternehmer. Er war aber auch in anderen Geschäftsbereichen tätig. Gleichzeitig schlug er als Mitglied der Demokratischen Partei eine politische Laufbahn ein.
Bei den Kongresswahlen des Jahres 1908 wurde Driscoll im 35. Wahlbezirk von New York in das US-Repräsentantenhaus in Washington, D.C. gewählt, wo er am 4. März 1909 die Nachfolge von William H. Ryan antrat. Nach drei Wiederwahlen konnte er bis zum 3. März 1917 vier Legislaturperioden im Kongress absolvieren. Seit 1913 vertrat er dort den damals neu eingerichteten 42. Distrikt seines Staates. 1913 wurden der 16. und der 17. Verfassungszusatz ratifiziert. Dabei ging es um die bundesweite Einführung der Einkommensteuer und die Direktwahl der US-Senatoren.
Im Jahr 1916 wurde Daniel Driscoll nicht wiedergewählt. Nach dem Ende seiner Zeit im US-Repräsentantenhaus arbeitete er wieder als Bestatter in Buffalo. Zwischen 1934 und 1947 war er dort auch Posthalter. Außerdem fungierte er als Präsident der in Buffalo ansässigen Phoenix Brewery Corp. Er starb am 5. Juni 1955 in seiner Heimatstadt Buffalo.